# 比爾基 (津科夫區)
50°7′35″N 34°10′2″E / 50.12639°N 34.16722°E
比爾基（烏克蘭語：Бірки）是位於烏克蘭中部波爾塔瓦州裏波爾塔瓦區的村莊，處於格倫-塔尚河畔，分別距離扎格魯尼夫卡1公里和特羅亞尼夫卡2公里，面積6.91平方公里，海拔高度100米，2001年人口1,188。